# ستيوارت أوليفر
ستيوارت أوليفر (20 مارس 1972 - ) (بالإنجليزية: Stuart Oliver)‏ هو لاعب كريكت أسترالي.

## وصلات خارجية
- ستيوارت أوليفر على موقع إي آس بي آن كريك إنفو (الإنجليزية)